# زياد الدولاتلي
زياد الدولاتلي (بالفرنسية: Zied Daoulatli) هو سياسي تونسي، من الأعضاء المؤسسين لحركة النهضة. نائب عنها في المجلس الوطني التأسيسي التونسي بين 2011 و2014. قضى 14 سنة في السجن حتى الثورة التونسية.

## سيرته
ولد زياد الدولاتلي في تونس حصل على دكتوراه في الصيدلة في جامعة رين (رين) بفرنسا، وخلال وجوده بفرنسا أثناء دراسته الجامعية أوائل الثمانينات إضطلع بمهام متعددة ضمن نشاط الجالية المسلمة حيث شغل منصب ورئيس المركز الإسلامي برانس، وعضو المكتب التنفيذي لاتحاد المنظمات الإسلامية في فرنسا. 

هو عضو عضو مؤسس (لـحركة الاتجاه الإسلامي), حركة النهضة حاليا.

## نضالاته
اعتقل سنة 1981 من أجل حضوره للمؤتمر التأسيسي لحركة الاتجاه الإسلامي المنعقد سنة 1978، وحوكم سنة 1987 بـ20 سنة سجنا بصفته عضو المكتب السياسي لحركة النهضة، أمضى منها 11 شهرا ثم أفرج عنه بعد انقلاب 7 نوفمبر 1987.

سنة 1991 حوكم بـ15 سنة سجنا بالمحكمة العسكرية ضمن قضية حركة النهضة باعتباره عضو المكتب التنفيذي للحركة، أمضى منها 14 سنة وأفرج عنه سنة 2004 وفق سراح شرطي وبقي في حالة الإقامة الجبرية حتى الثورة التونسية في 2011.

## نشاطاته السياسية
- رئيس تحرير جريدة الفجر لسان حركة النهضة والتي منعت من الصدور منذ 1990.[2]
- أشرف على اللجنة المكلفة بالحوار بين حركته والسلطة سنة 1987، وكان عضو وفد حركة النهضة في كل جلسات الحوار.
- عضو هيئة 18 أكتوبر للحقوق والحريات.[3]